# E-Prix di Buenos Aires
L'E-Prix di Buenos Aires è stato un evento automobilistico con cadenza annuale destinato alle vetture a trazione interamente elettrica del campionato di Formula E tenuto a Buenos Aires. La prima edizione si è corsa il 10 gennaio 2015, ed è stato il quarto E-Prix nella storia della categoria. Si sono disputate un totale di tre edizioni, mentre l'evento è uscito dal calendario della quarta stagione.

## Circuito
L'evento si è disputato in tutte le edizioni sul circuito cittadino di Puerto Madero. Situato nel quartiere di Puerto Madero, è lungo circa 2,44 km che si percorrono in senso antiorario, per un totale di 12 curve.

## Albo d'oro
| Edizione | Tracciato                           | Vincitore                         | Secondo                        | Terzo                          | Pole position                  | Giro veloce                      |
| -------- | ----------------------------------- | --------------------------------- | ------------------------------ | ------------------------------ | ------------------------------ | -------------------------------- |
| 2015     | Circuito cittadino di Puerto Madero | António Félix da Costa Team Aguri | Nico Prost Renault-e.dams      | Nelson Piquet Jr. China Racing | Sébastien Buemi Renault-e.dams | Sam Bird DS Virgin Racing        |
| 2016     | Circuito cittadino di Puerto Madero | Sam Bird DS Virgin Racing         | Sébastien Buemi Renault-e.dams | Lucas Di Grassi Audi Sport ABT | Sam Bird DS Virgin Racing      | Jérôme d'Ambrosio Dragon Racing  |
| 2017     | Circuito cittadino di Puerto Madero | Sébastien Buemi Renault-e.dams    | Jean-Éric Vergne Techeetah     | Lucas Di Grassi Audi Sport ABT | Lucas Di Grassi Audi Sport ABT | Felix Rosenqvist Mahindra Racing |